# اوکلند (میزوری)
اوکلند (به انگلیسی: Oakland) یک شهر در ایالات متحده آمریکا است که در شهرستان سنت لوئیس، میزوری واقع شده‌است. اوکلند ۱٫۵۸ کیلومتر مربع مساحت و ۱٬۳۸۱ نفر جمعیت دارد و ۱۸۷ متر بالاتر از سطح دریا قرار دارد.